# 가게무샤
가게무샤(影武者)는 일본사에서 권력자 및 무장이 적을 기만하거나 아군을 장악하기 위해 자신과 닮은 생김새와 옷차림의 인물을 대역으로 세운 일, 또는 그 대역을 맡은 인물을 말한다.
전란의 시대에는 전투시에 부하에게 무장과 같은 옷을 착용시켜 적을 속여 양동을 행하거나 무장이 작전 중 부상이나 부재를 숨기기 위한 수단으로 가게무샤가 사용되었다. 사진이 없는 시대에는 이름이 알려진 무장이나 권력자라도 사람들이 그 얼굴을 아는 일이 적었기 때문에 가능한 일이었다.
헤이안 시대의 다이라노 마사카도에게는 6명의 가게무샤가 있었고, 마사카도를 치려고 한 후지와라노 히데사토가 이에 당해 곤란을 당했다는 7인의 마사카도(七人将門) 설화가 유명하다.
가마쿠라 시대 말기의 겐코우의 난 때는 고다이고 천황의 심복 가잔인 모로카타가 황제를 가장하여 공가들을 거느리고 가마를 타고 히에이 산에 올라 가라사키에서 호조씨의 군대를 깨뜨렸다. 그러나 곧 간파당하여 엔라쿠지의 승병들이 이반했다. 그러나 그 틈에 시간을 번 고다이고 천황은 가사기 산에서 거병할 수 있었다.
센고쿠 시대에는 모쿠아미(木阿弥)라는 승려가 쓰쓰이 쥰쇼의 가게무샤였는데, 여기서 일본어로 "도로아미타불"을 의미하는 "모토노모쿠아미(元の木阿弥)"라는 말이 유래했다고 한다. 또 가와나카지마 전투에서 우에스기 겐신과 싸운 다케다 신겐은 사실 신겐 본인이 아니고 신겐의 동생 노부카도가 가게무샤 노릇을 한 것이라는 설이 있다. 오사카 여름의 진 때는 사나다 노부시게가 사나다 십용사들을 가게무샤로 써서 도쿠가와 세력을 혼란시켰다.

## 같이 보기
- 데이브 (영화)
- 독재자 (영화)
- 도펠겡어
- 신원 도용
- 임퍼스네이터